# Емануил Салем
Емануил Салем (на ладино: Emmanuel Salem) е еврейски юрист от Османската империя.

## Биография
Емануил Карасо е роден в 1862 година в Солун, тогава в Османската империя, в семейството на лихваря Рафаил Салем и Флор Карасо. Дядо му Емануил Салем е равин. Получава и традиционно религиозно и модерно образование. Занимава се с право и специализира в международното право и капитулациите. Става юридически съветник на чуждестранните консули в Солун и посредничи между дипломатите и властта. Публикува трудове върху капитулациите и чуждите граждани в „Журнал дю Дроа Ентернасионал Приве“ в 1888 - 1901 година. Салем полага основите за доставчиците на комунални услуги в Солун. Юридически съветник е на компанията „Алатини“. Организира няколко благотворителни организации в града, включително Сиропиталището „Алатини“.
След Младотурската революция в 1908 година е поканен от новата власт в столицата Цариград да работи върху държавния дълг и организирането на големите банки и железопътни линии. Члене и на Съвета за законодателни реформи на младотурците в 1908 година. В 1922 година е част от делегацията на Лозанската конференция.
Папа Лъв III му връчва ордена на Светия престол на Пий IX за разрешаване на конфликти с Турция. Италианското правителство му връчва Кавалерския кръст на Италианската корона за работата му върху условията на капитулациите. Салем е и командир на Легиона на честта, командир на Ордена на Леополд II Белгийски, командир на ордена на Франц-Йосиф, офицер на гръцкия Кралски орден на Спасителя, носител на българския „За гражданска заслуга“, на Ордена на Свети Силвестър, велик офицер на Ордена „Османие“, на „Меджидие“.
Последните си години прекарва в Париж, където е президент на Сефарадския еврейски съвет и на Централния съвет на Световния еврейски съюз.
Умира в 1940 година.
Емануил Салем е баща на видния математик Рафаел Салем.